# Distretto di Tėšig
Il distretto di Tėšig è uno dei sedici distretti (sum) in cui è suddivisa la provincia di Bulgan, in Mongolia. Conta una popolazione di 3.514 abitanti (censimento 2009). 